# Мариупольский колонистский округ
Мариу́польский колони́стский о́круг — под этим именем были известны 27 колоний баденских и прусских выходцев, перешедших в Мариупольский уезд из других уездов Екатеринославской губернии и из Гродненской губернии, в 20-х годах XIX века.
Они получили в отвод из бывших земель греческих колоний 38 228 десятин на льготных основаниях; затем их владение увеличилось до 46 тыс. десятин Большинство колонистов — лютеране, меньшинство — католики.

## Населённые пункты
Преимущественно в Розовском районе Запорожской области, часть — в Никольском районе Донецкой области (нумерация в статье соответствует официальной нумерации колоний):
1. Киршвальд (сейчас — Вишневатое)
2. Тигенгоф (сейчас — Азов)
3. Розенгарт (сейчас — Райгородок)
4. Шенбаум (сейчас — Листвянка)
5. Кронсдорф (позднее Казенносельск, в 1946 присоединён к Розовке)
6. Грунау (сейчас — Розовка)
7. Розенберг (сейчас — Розовка)
8. Виккерау (сейчас — Кузнецовка)
9. Рейхенберг (сейчас — Богатовка)
10. Кампенау (сейчас — Каменское)
11. Мирау (сейчас — Мирское)
12. Кайзердорф (сейчас — Пробуждение)
13. Гетланд (сейчас — Марьяновка)
14. Нейгоф (сейчас — Новодворка)
15. Эйхвальд (сейчас — Святотроицкое)
16. Тигенорт (сейчас — Антоновка)
17. Тиргарт (сейчас — Адамовка)
18. Елизабетдорф (сейчас — Красная Поляна)
19. Людвигсталь (сейчас — Заря)
20. Беловеж
21. Рундевизе (сейчас — Луганское)
22. Кальчиновка
23. Кляйн-Вердер (сейчас — Першотравневое)
24. Гросс-Вердер (сейчас — Мариновка) — Бильмакского района Запорожской области
25. Дармштадт (сейчас — Новгород)
26. Мариенфельд (сейчас — Маринополь)
27. Ней-Ямбург (сейчас — Новокрасновка)

Управлялись особым колониальным управлением, но с 1872 г. перешли в ведение общих учреждений. Колонистов на конец XIX века было всего около 9 тыс.